# Neoromicia somalica
Neoromicia somalica is een zoogdier uit de familie van de gladneuzen (Vespertilionidae). De wetenschappelijke naam van de soort werd voor het eerst geldig gepubliceerd in 1901 door Oldfield Thomas.

## Voorkomen
De soort komt voor in Benin, Botswana, Burkina Faso, Kameroen, de Centraal-Afrikaanse Republiek, Tsjaad, Congo-Brazzaville, Congo-Kinshasa, Ivoorkust, Eritrea, Ethiopië, Ghana, Guinee, Guinee-Bissau, Kenia, Liberia, Malawi, Namibië, Nigeria, Rwanda, Senegal, Sierra Leone, Somalië, Soedan, Tanzania, Togo, Oeganda en Zimbabwe.